# Campionati europei di ginnastica artistica femminile 2012 - Corpo libero (Juniores)
La finale ad attrezzo al corpo libero juniores dei 29° Campionati Europei si è svolta nella Brussels Expo dell'Atomium di Bruxelles, Belgio, il 13 maggio 2012.

## Vincitrici
| Oro                     | Argento              | Bronzo                                              |
| Maria Karenkhova Russia | Silvia Zarzu Romania | Gabrielle Jupp Regno Unito Andreea Munteanu Romania |

## Qualificazioni
| Pos. | Ginnasta            | Totale | Qual. |
| ---- | ------------------- | ------ | ----- |
| 1    | Maria Kharenkova    | 14.366 | Q     |
| 2    | Enus Mariani        | 13.900 | Q     |
| 3    | Silvia Zarzu        | 13.900 | Q     |
| 4    | Evgenija Šelgunova  | 13.866 | Q     |
| 5    | Elisa Meneghini     | 13.833 | Q     |
| 6    | Lara Mori           | 13.833 | —     |
| 7    | Andreea Munteanu    | 13.666 | Q     |
| 8    | Tea Ugrin           | 13.533 | —     |
| 9    | Julija Tipaeva      | 13.500 | —     |
| 10   | Ekaterina Baturina  | 13.466 | —     |
| 11   | Gabrielle Jupp      | 13.433 | Q     |
| 12   | Charlie Fellows     | 13.433 | Q     |
| 13   | Miriam Aribasoiu    | 13.266 | —     |
| 14   | Louise Vanhille     | 13.200 | R1    |
| 15   | Eythora Thorsdottir | 13.133 | R2    |
| 16   | Angel Romaeo        | 13.133 | —     |
| 17   | Roxana Popa Nedelcu | 13.066 | R3    |

## Classifica
| Rank    | Gymnast            | D Score | E Score | Pen. | Total  |
| ------- | ------------------ | ------- | ------- | ---- | ------ |
| Oro     | Maria Kharenkova   | 5.6     | 8.733   | 0.1  | 14.233 |
| Argento | Silvia Zarzu       | 5.4     | 8.533   | —    | 13.933 |
| Bronzo  | Gabrielle Jupp     | 5.4     | 8.500   | —    | 13.900 |
| Bronzo  | Andreea Munteanu   | 5.2     | 8.700   | —    | 13.900 |
| 5       | Elisa Meneghini    | 5.3     | 8.533   | —    | 13.833 |
| 6       | Evgenija Šelgunova | 5.3     | 8.266   | —    | 13.566 |
| 7       | Charlie Fellows    | 5.4     | 8.066   | —    | 13.466 |
| 8       | Enus Mariani       | 5.4     | 8.333   | 0.3  | 13.433 |